# Coppa del Portogallo 2012-2013 (hockey su pista)
La Coppa del Portogallo 2012-2013 è stata la 40ª edizione della principale coppa nazionale portoghese di hockey su pista. La competizione ha avuto luogo dal 26 gennaio al 23 giugno 2013 con la disputa delle final four a Barcelos. Il trofeo è stato conquistato dal Porto per la quattordicesima volta nella sua storia superando in finale l'Oliveirense.

## Risultati

### Sedicesimi di finale
| Squadra 1           | Risultato       | Squadra 2        |
| ------------------- | --------------- | ---------------- |
| Carvalhos           | 3 - 2           | Turquel          |
| Santa Maria         | 1 - 9           | Paço de Arcos    |
| Sesimbra            | 2 - 5           | Escola Livre     |
| Fisica              | 5 - 4           | Barcelos         |
| Santa Cita          | 3 - 3 (2-3 dtr) | Sanjoanense      |
| Juventude Salesiana | 3 - 4           | Espinho          |
| Gulpilhares         | 5 - 12          | Valongo          |
| Juventude Pacense   | 2 - 5           | Sporting CP      |
| Marco               | 1 - 10          | Limianos         |
| Feira               | 6 - 9           | Tigres           |
| Paco de Rei         | 3 - 2           | Mealhada         |
| Sobreira            | 1 - 4           | Académico Cambra |
| Porto               | 8 - 2           | Braga            |
| Alenquer Benfica    | 2 - 6           | Oliveirense      |
| Castrense           | 0 - 29          | Benfica          |
| Sporting Tomar      | 1 - 2           | Candelária       |

### Ottavi di finale
| Squadra 1    | Risultato | Squadra 2        |
| ------------ | --------- | ---------------- |
| Carvalhos    | 3 - 7     | Candelária       |
| Sanjoanense  | 2 - 0     | Limianos         |
| Valongo      | 3 - 2     | Paço de Arcos    |
| Paco de Rei  | 10 - 5    | Tigres           |
| Fisica       | 1 - 3     | Oliveirense      |
| Escola Livre | 7 - 6     | Académico Cambra |
| Benfica      | 10 - 0    | Espinho          |
| Porto        | 11 - 0    | Sporting CP      |

### Quarti di finale
| Squadra 1    | Risultato | Squadra 2   |
| ------------ | --------- | ----------- |
| Paco de Rei  | 6 - 9     | Sanjoanense |
| Escola Livre | 0 - 7     | Oliveirense |
| Valongo      | 6 - 5     | Benfica     |
| Candelária   | 1 - 7     | Porto       |

### Final Four

#### Semifinali
| Barcelos 22 giugno 2013 | Oliveirense | 7 – 3 | Sanjoanense |  |

| Barcelos 22 giugno 2013 | Porto | 4 – 2 | Valongo |  |

#### Finale
| Barcelos 23 giugno 2013 | Oliveirense | 3 – 5 | Porto |  |